# 马嘉祺 (歌手)
馬嘉祺（2002年12月12日—），出生于河南郑州，中国男艺人、歌手、演员、音樂劇演員。现为时代少年团队长。

## 演艺经历

### 加入時代峰峻前(2017年或以前)
2011年11月，參與《中國達人秀》，最終獲河南賽區優秀獎。
2014年，參演少兒科幻電視劇《快乐星球5》，飾演主角帶小帥，該劇於2020年12月23日在優酷播出。在该剧演唱的歌曲《什么是快乐星球》在2021年4月开始走红，成为中国大陆流行网络用语，频繁被用作娱乐影片的背景音乐。
2016年，參演电影《相爱相亲》，饰演叛逆的“问题学生”，電影於2017年11月上映。
2017年5月，出演《美少年學社》，但播出4集後遭停播。

### TF家族練習生時期(2017年-2018年)
2017年6月，加入TF家族，成為時代峰峻簽約練習生。同年，參與TF家族自製綜藝《星期五練習生》及網劇《第二人生》。
2017年10月16日，與TF家族練習生共同演唱单曲《超人诞生日记》，出演《快樂大本營》及《我要上春晚》，並参與2018年湖南衛視跨年演唱會表演該单曲。
2017年，與TF家族練習生共同參與拍攝EASY音樂世界12上半月刊雜誌內頁。
2018年5月，參演TF家族自製網劇《念念》，並與兩位TF家族練習生宋亞軒、張真源共同演唱主題曲《你我》。

### 颱風少年團時期(2018年-2019年)
2018年10月7日，與姚景元、丁程鑫、宋亞軒、劉耀文組成颱風少年團出道，出道作為《Wake Up》，其後的單曲為《狼少年》、《夢相加》、《致青春》、《像我一樣》、《少年郎》、《騎士宣言》、《老媽最常說的十句話》及《姐姐戀愛吧》等。
2019年2月，随组合首次登上央视春晚的舞台。
2019年2月16日，舉辦組合演唱會。隨後，前往韓國集訓。
2019年7月19日，TF家族自製綜藝《台風蛻變之戰》首播，正式宣布組合颱風少年團解散。

### 時代少年團時期(2019年至今)
2019年8月25日，《台風蛻變之戰》成團夜公布七人成團出道，並公佈隊內排名，马嘉祺为隊內第一名。
2019年10月11日，正式發布團名——時代少年團。
2019年11月23日，舉辦出道及歌曲首唱會，與丁程鑫、宋亞軒、劉耀文、張真源、嚴浩翔、賀峻霖組成七人團，成為時代少年團成員第二次出道，隊內職務為隊長、C位及主唱。
2020年12月12日，個人首個常驻綜藝《我就是演員第三季》開播。
2021年，参加中央戏剧学院艺考，获得表演专业全国第六名，但因文化课成绩没过线而未能錄取。
2022年，参加中央戏剧学院艺考，获得表演专业全国第三名，其高考分数总分为365，达到河南省艺术类本科分数线，錄取中央戲劇學院表演系，現為中央戲劇學院表演系學生。 
2022年12月12日，發布首個個人20歲生日單曲《偷》。
2023年8月28日，正式发行首部个人EP《所以开始既定重启的星期一》。
2023年12月27日，獲得華鼎獎華語最具潛力歌手獎。
2024年12月22日、27日，参演的音乐剧《战争与和平》在北京艺术中心上演，在剧中饰演皮埃尔。
2025年5月，参加湖南卫视《歌手2025》，揭榜白举纲成功

## 影視作品

### 電視劇
| 年份   | 播放平台       | 劇名       | 角色   | 備註                     |
| 2017年 | Bilibili       | 第二人生   | 簡亓   | TF家族自製劇             |
| 2018年 | 騰訊視頻       | 念念       | 向橫   | TF家族自製劇             |
| 2020年 | 騰訊視頻、優酷 | 快乐星球 5 | 帶小帥 | 2014年參演少兒科幻電視劇 |

### 電影
| 年份   | 播放平台               | 电影名称           | 角色   | 性质 | 備註                         |
| 2013年 | 哔哩哔哩               | 觸摸陽光           | 平安   | 主演 | 公益微電影系列之《觸摸陽光》 |
| 2017年 | 爱奇艺                 | 相爱相亲           | 盧曉光 | 主演 |                              |
| 2018年 | 腾讯视频、爱奇艺、優酷 | 快乐星球之三十六號 | 拉条   | 主演 | 2013年參演少兒科幻電影       |

## 音樂作品

### EP
| 专辑 | 专辑资料                                                          | 年份   | 日期    | 曲目          | 備註                         |
| 1st  | 所以开始既定重启的星期一 正式发行日期：2023年8月28日 语言：普通话 | 2023年 | 8月28日 | Forever Child | 腾讯音乐榜2023年由你榜年度EP |
| 1st  | 所以开始既定重启的星期一 正式发行日期：2023年8月28日 语言：普通话 | 2023年 | 8月28日 | 有些人        | 腾讯音乐榜2023年由你榜年度EP |
| 1st  | 所以开始既定重启的星期一 正式发行日期：2023年8月28日 语言：普通话 | 2023年 | 8月28日 | 偏不          | 腾讯音乐榜2023年由你榜年度EP |
| 1st  | 所以开始既定重启的星期一 正式发行日期：2023年8月28日 语言：普通话 | 2023年 | 8月28日 | 不肯睡的灵魂  | 腾讯音乐榜2023年由你榜年度EP |
| 1st  | 所以开始既定重启的星期一 正式发行日期：2023年8月28日 语言：普通话 | 2023年 | 8月28日 | Fri Friday    | 腾讯音乐榜2023年由你榜年度EP |

### 个人单曲
| 年份   | 日期     | 歌曲名称                             | 備註                                     |
| 2022年 | 12月12日 | 偷                                   | 首支個人單曲 20岁生日单曲 参与作词及作曲 |
| 2024年 | 6月17日  | 蜉蝣                                 | 个人第二首单曲                           |
| 2025年 | 4月23日  | 我是一个多余的人 (A Superfluous Man) | 国家大剧院音乐剧<战争与和平>——音乐精选   |

### 合作单曲
| 年份   | 日期    | 歌曲名称   | 备注                                                      |
| 2018年 | 5月10日 | 你我       | TF家族自制网络剧《念念》主题曲 同宋亚轩、张真源合作       |
| 2023年 | 1月13日 | 若想念飞行 | 同严浩翔合作                                              |
| 2023年 | 1月16日 | 抬起头来   | 同宋亚轩、张真源合作                                      |
| 2024年 | 4月22日 | 小熊花園   | 綜藝節目《灿烂的花園》主題曲 同张颂文、林家川、曾舜晞合作 |

## 综艺节目

### 常驻綜藝
| 年份   | 日期                  | 播出平台         | 名稱              | 備註                                                  |
| 2017年 | 5月14日               | 優酷             | 美少年學社        | 播出4集後遭停播                                       |
| 2020年 | 12月12日-2021年3月6日 | 浙江卫视         | 我就是演员第三季  | 榮獲“驚喜之星”                                        |
| 2022年 | 9月25日-12月18日      | 東方衛視         | 我們的歌第四季    | 因学业及疫情原因第九及十期为线上录制                  |
| 2023年 | 3月16日-6月3日        | 湖南衛視         | 声生不息 · 宝岛季 | 因学业原因缺席第八至第十一期錄製 荣获“最佳新人”的奖项 |
| 2023年 | 10月8日               | 東方衛視         | 我們的歌第五季    |                                                       |
| 2024年 | 4月26日               | 芒果TV           | 灿烂的花园        |                                                       |
| 2025年 | 5月23日-6月22日       | 湖南卫视、芒果TV | 歌手2025          | 揭榜歌手                                              |

## 奖项及荣誉
| 年份 | 日期     | 颁奖典礼             | 奖项             | 備註 |
| 2023 | 12月27日 | 第37届全球音乐华鼎奖 | 華語最具潛力歌手 | 獲獎 |

## 外部連結
- 时代少年团队长-马嘉祺的新浪微博
- 马嘉祺的快手账号